# Porcellana di Chantilly

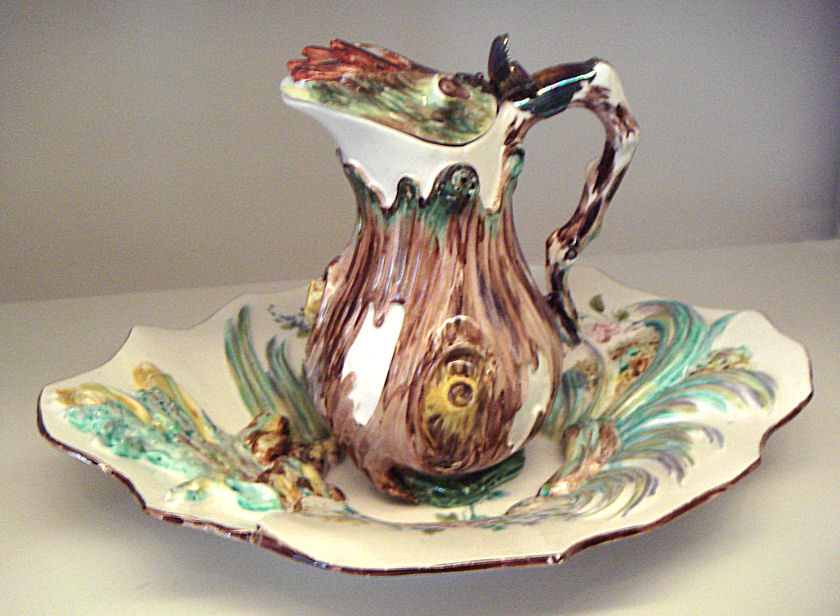
Piatto con brocca, 1750-1755

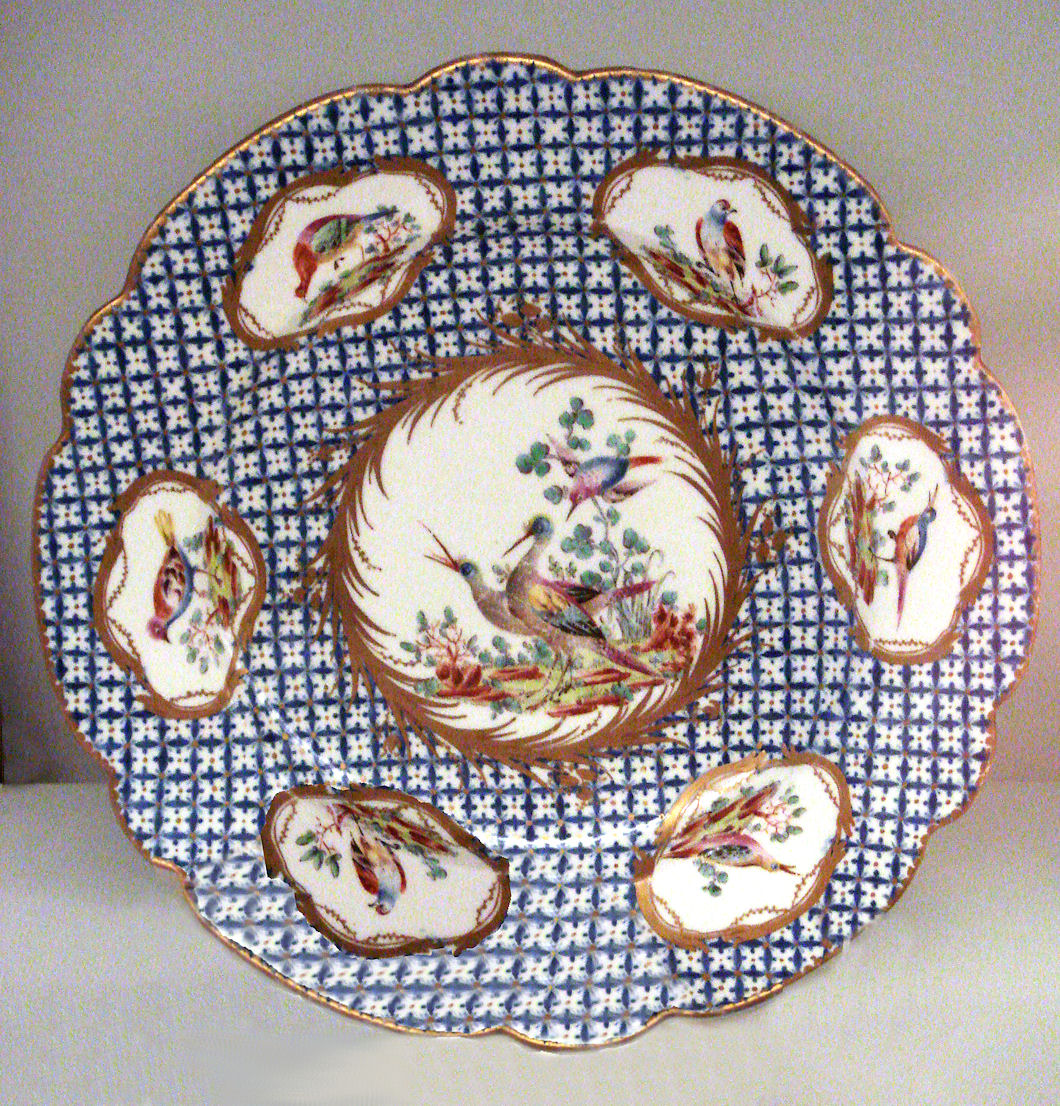
Piatto, 1753-1760.

La Porcellana di Chantilly è una porcellana a pasta tenera prodotta dal 1725 al 1792 nella manifattura fondata nella città di Chantilly dai principi di Condé.

## Storia

### Fondazione

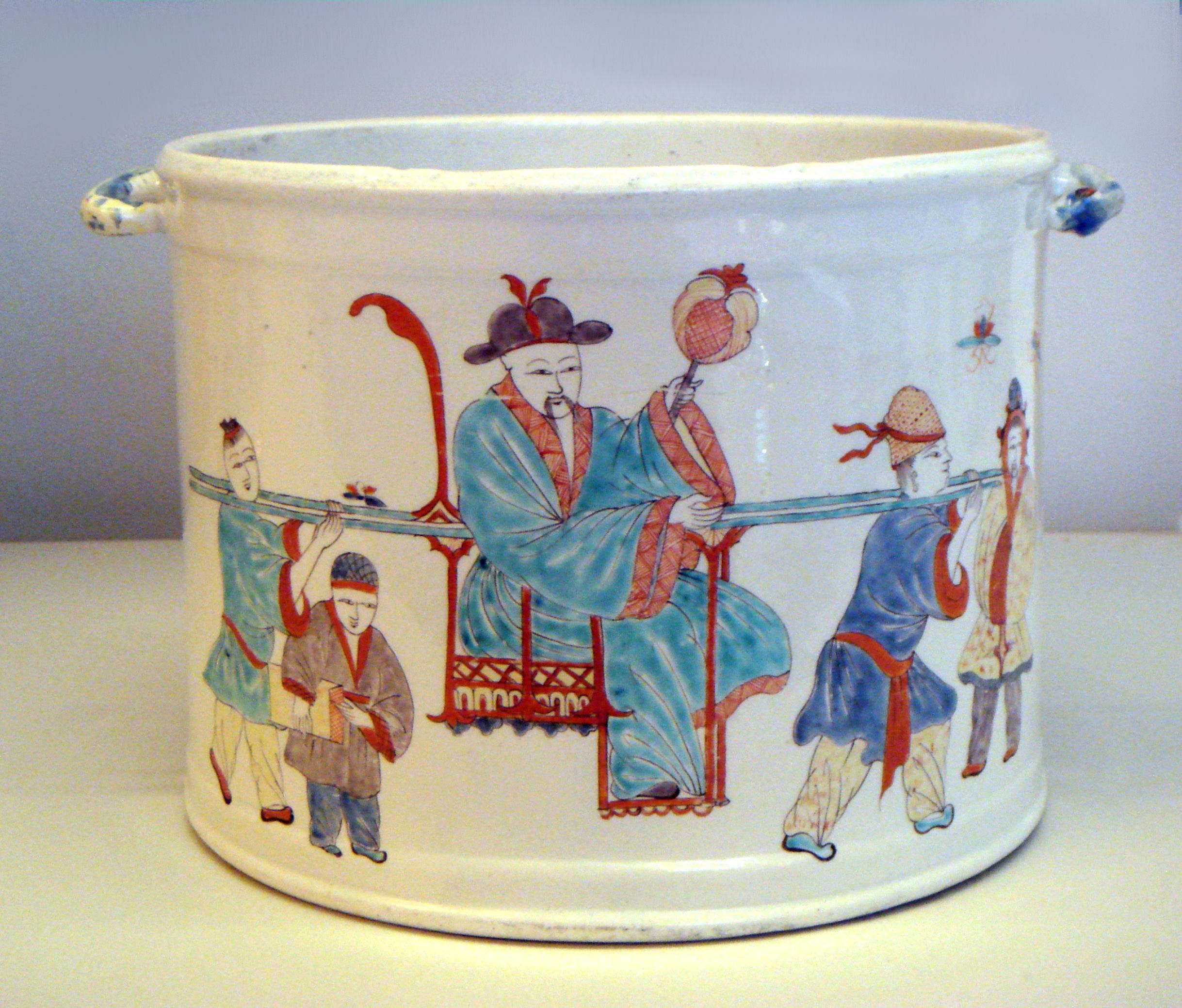
Secchio, 1725-1751

La manifattura fu fondata da Luigi Enrico di Borbone, principe di Condé nel 1730 ai margini del parco del suo castello di Chantilly. L'intenzione era di fare concorrenza alla porcellana di Saint-Cloud, nonché a quella di Mennecy, che era sotto la protezione del duca di Villeroy.
Nel 1725 l'arcanista Cicaire Cirou mise a punto una pasta di porcellana tenera, cioè senza caolino, che tuttavia si distingueva dalla ceramica per il suo aspetto traslucido, in quanto il color crema della pasta tenera veniva mascherato da una smaltatura bianco latte. Questa pasta era ottenuta attraverso l'aggiunta di cenere d'osso; cotta ad una temperatura più bassa di quella della porcellana dura, permetteva l'uso di una gamma più vasta di colori. 

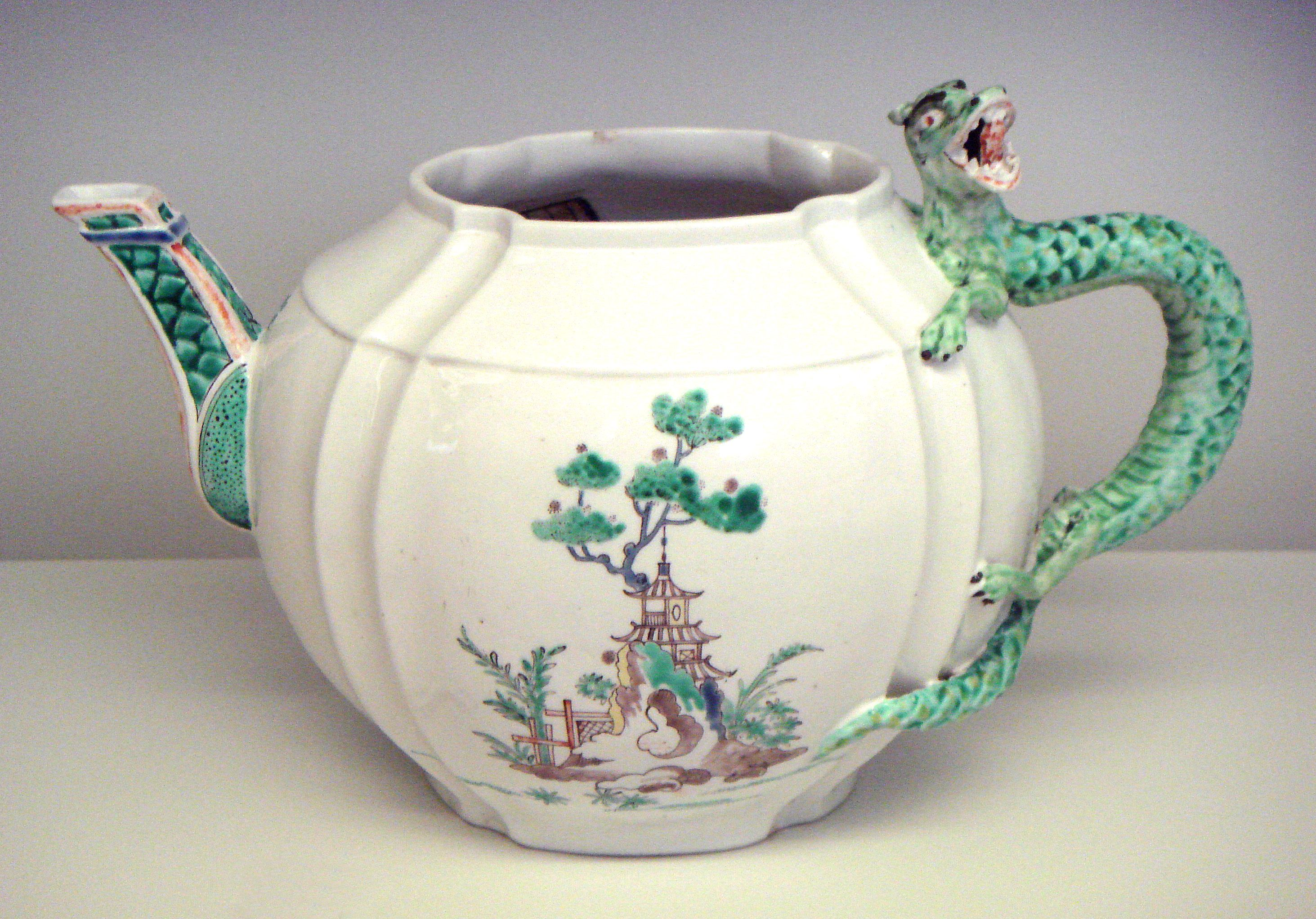
Teiera, 1735-1740

Il principe di Condé era una appassionato collezionista di porcellane cinesi e giapponesi, e perciò richiese alla sua manifattura di imitare i disegni e i colori delle porcellane orientali, in particolare quelli giapponesi dello stile Kakiemon, caratterizzate dai colori rosso e verdazzurro con disegni di ramoscelli o peonie. A tale scopo il pittore ingaggiato dal Principe fu Jean-Antoine Fraisse, che trasse ispirazione dal Libro dei Disegni Cinesi, del 1735.
Nel 1735 Luigi XV accordò un privilegio ventennale a Cicaire Cirou per fabbricare porcellane façon de Japon, "alla maniera del Giappone".
Tuttavia, dopo la morte del Condé, nel 1740, la Corona prese al proprio servizio i migliori lavoranti di Chantilly per fondare la manifattura di Vincennes, che poi verrà trasferita per divenire la manufacture royale de Sèvres. Questa fabbrica, sotto la protezione reale ottenne l'esclusiva della pasta dura; le lettere patenti del 1752 concessero a Vincennes anche il monopolio della porcellana policroma, infine Chantilly si vide proibire l'uso dell'oro.

### 1751-1760
A partire dal 1751 il nuovo direttore Bucquet de Montvallier, che aveva già abbandonato i motivi d'ispirazione orientale a favore della decorazione floreale policroma, adottò un nuovo stile in camaïeu blu, detto " à la brindille ", simile alle decorazioni su ceramica.
La scoperta del caolino di Saint-Yrieix, vicino a Limoges, nel 1768 permise infine a Sèvres, che ne ottenne l'esclusiva, di fabbricare porcellana a pasta dura, più simile ai modelli estremorientali.

### 1760-1800
Alla fine dell'Ancien Régime la manifattura di Chantilly declinò rapidamente, schiacciata fra la concorrenza di Sèvres al livello alto del mercato e, dopo il trattato commerciale anglo-francese del 1788, da Wedgwood per la produzione più commerciale.
La manifattura fu comprata dall'inglese Christopher Potter nel 1792, ma lo stesso la chiuse nel 1800.

## Marchio di fabbrica
Il marchio di fabbrica della porcellana di Chantilly è il corno da caccia, di colore blu, verde o arancione. I marchi sono frequentemente accompagnati da lettere (che indicano la serie). Qualche pezzo reca scritto un nome per contabilizzare i pezzi fabbricati da ciascun operaio.